# 주교관
주교관(主敎冠, 라틴어: mitra)은 그리스어로 ‘μίτρα(‘머리띠’ 또는 ‘두건’)’라는 뜻으로, 기독교에서 주교품 이상의 고위 성직자들이 전례용으로 머리에 쓰는 전통적인 모자를 말한다.

## 유래

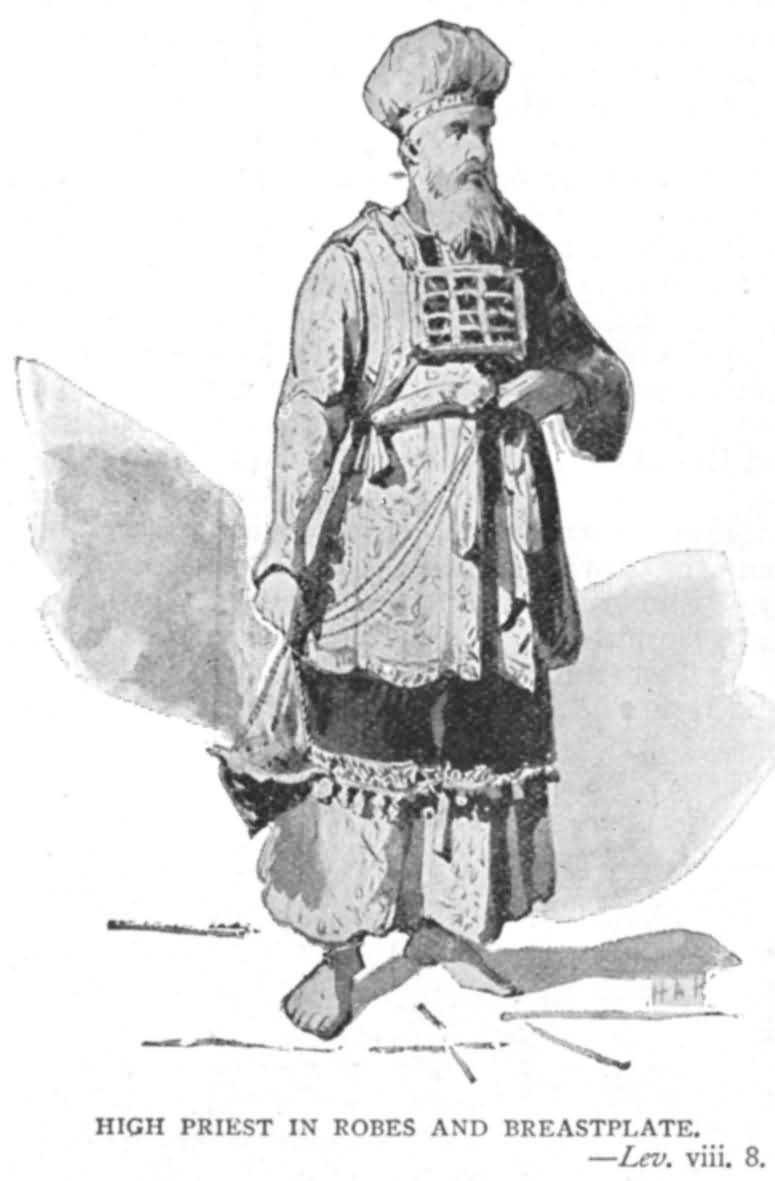
미츠네펫을 쓴 유다인 대제사장.

### 유대교
유대 왕국의 코헨 가돌(대사제)은 머리에 미츠네펫(히브리어로 “왕관”이라는 뜻)이라 불리는 폭이 넓고 윗부분이 납작한 터번식 모자를 썼다. 여기에 추가로 “주님께 성별된 이”라는 금을 함유한 글자가 새겨진 두꺼운 금속판인 트지츠를 착용하였다(탈출 39,14; 39,30).

## 기독교

### 서방교회

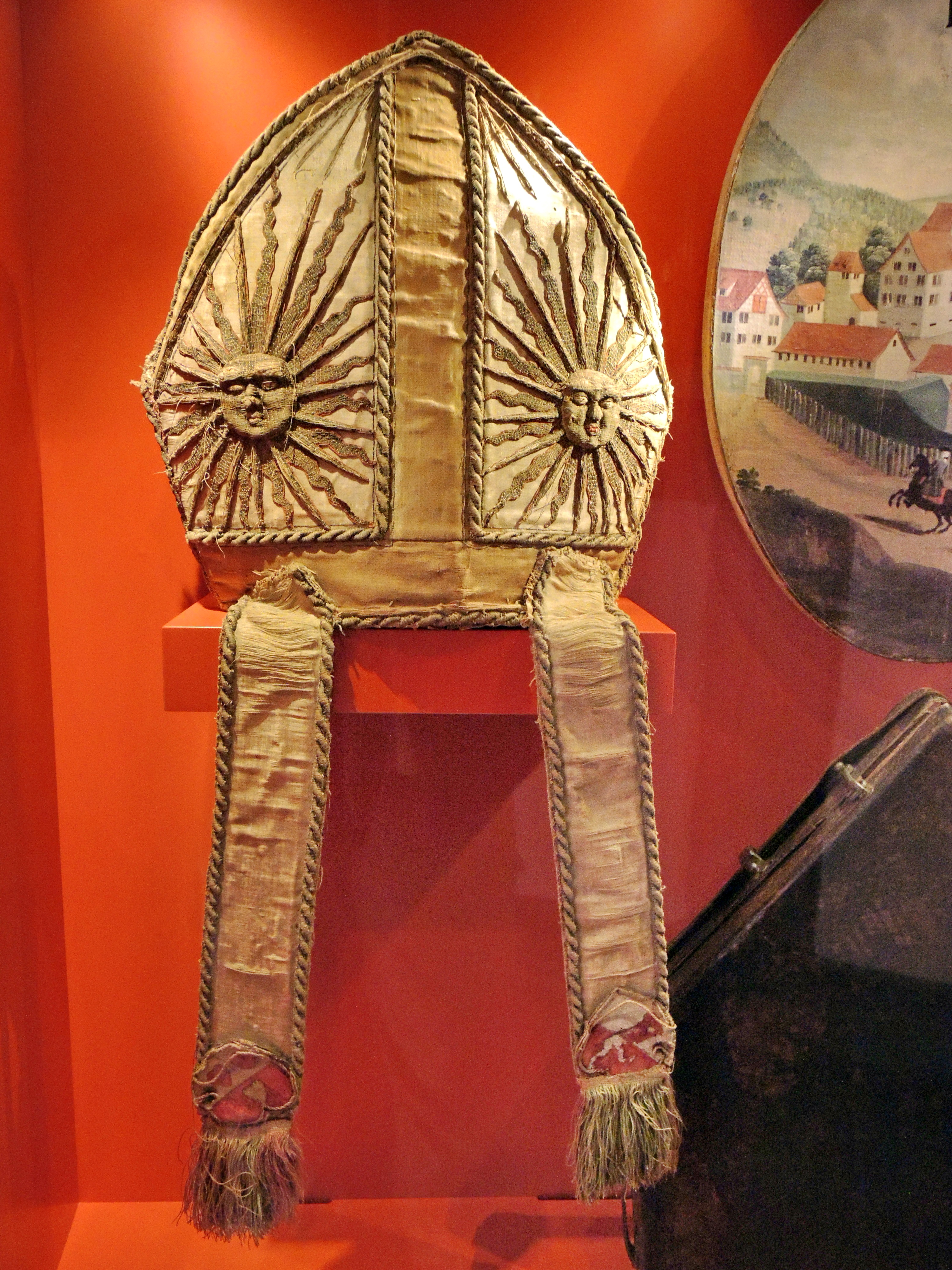
서방교회의 주교관

서방교회에서 착용하는 주교관은 특별한 권위의 상징으로 보통 앞뒤로 오각형으로 길고 뾰족하면서 양쪽 옆이 기울어져 있으며, 뒤쪽에는 두 개의 장식용 띠가 아래로 길게 드리워져 있는데 끝자락에는 술이 달려 있는 모양이다. 그리고 속에는 두꺼운 종이를 넣었고 바깥은 비단이나 린네르 천으로  덮여 있다.

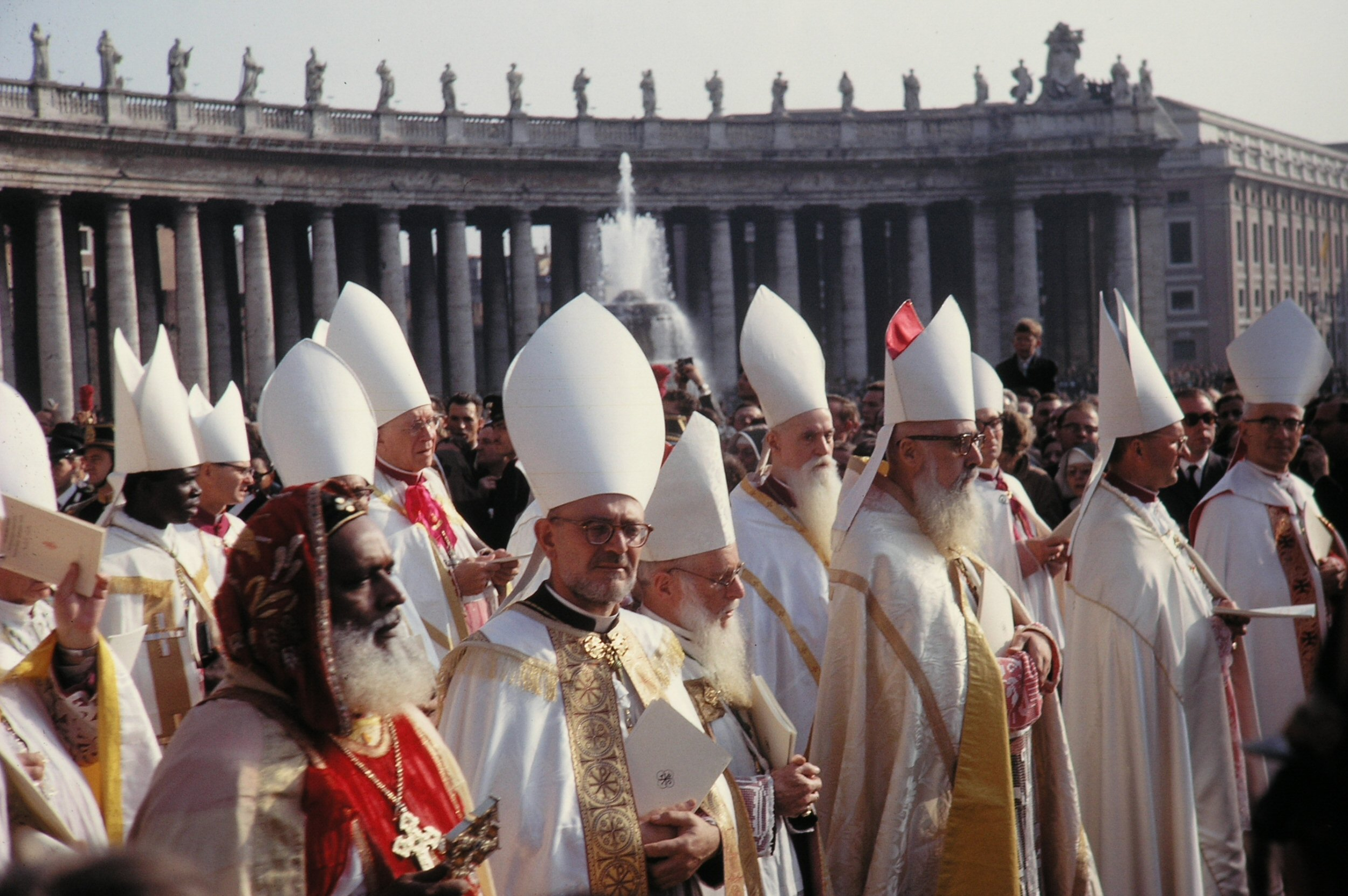
주교관을 쓴 천주교회의 주교들.

로마 가톨릭 교회에서는 교회법에 따라 주교와 대수도원장만이 주교관을 쓰는 권한을 가지는 것으로 한정하고 있으나, 주교급이 아닌 추기경과 교황에게 주교로 서품받지 않은 사람도 특별한 권한을 받으면 주교관을 쓸 수 있다. 다른 고위 성직자는 특권에 의해 주교관의 사용을 허가받을 수 있었으나, 이제는 시행되지 않는다. 과거의 주교급인 대수도원장과 주교급이 아닌 대수도원장을 구분하던 것은 현재 폐지된 상태다. 보통 주교 성성이나 수도회 장상 축복식 같은 장엄 예식 때에 주로 사용하며, 기도하는 동안에는 반드시 주교관을 벗는 것이 예의다.
주교관은 해당 성직자가 주교로 승격하는 주교 서품 미사 동안에 주교단으로부터 부여받는다. 이때 주례 주교는 새 주교에게 주교관을 씌워 주면서 “주교관을 받으십시오. 그대 안에 성덕의 광채가 빛나게 하여 목자들의 으뜸이 나타나실 때에 시들지 않는 영광의 관을 받도록 하십시오.”라고 말한다.
로마 가톨릭 교회의 고위 성직자가 쓰는 주교관은 현재 세 종류가 있다.
- 장식하지 않은 관(simplex)은 말 그대로 장식이 전혀 없으며, 하얀색 비단이나 린네르로 만들어져 있고 특별히 성 금요일과 장례미사 때에만 착용한다. 또한, 미사 중에 공동으로 집전하는 주교들도 이 주교관을 쓴다. 교황이 집전하는 미사에서는 옆에서 보조하는 추기경이 다마스크 무늬가 들어간 하얀색 아마포로 만든 주교관을 사용한다.
- 장식관(pretiosa)은 값비싼 금은보석으로 장식되며, 주일과 축일 때에만 착용한다. 그러나 오늘날에는 휘황찬란하게 꾸민 주교관을 착용하는 경우는 굉장히 드물며, 오히려 형태나 장식이 더 다양하고 단순하면서 독특해지고 있다.
- 금빛 실로 장식한 관(auriphrygiata)은 성사를 집전할 때에만 착용하는 것으로, 금은을 포함한 다양한 색이 화려하게 수놓아진 형태를 하고 있다.

로마 교황 베네딕토 16세의 문장. 주교관으로 삼중관을 대체하였다.

최근 들어 삼중관을 사용하지 않게 되었다지만(이전에는 교황이 쓰는 관과 주교가 쓰는 관이 명확히 구분되었음) 요한 바오로 1세와 요한 바오로 2세는 항상 예로부터 내려온 전통에 따라 자신들의 문장에 삼중관을 포함했으나, 베네딕토 16세는 종래의 관습을 깨고 주교관으로 대신하였다 (하지만, 은색 주교관에 세 개의 금색 줄무늬는 삼중관을 은유적으로 상징하고 있음). 삼중관을 쓴 마지막 교황은 바오로 6세이다. 그는 1963년 6월 대관 미사 때 삼중관을 머리에 썼지만, 1963년 11월 성 베드로 대성전에서 치러진 제2차 바티칸 공의회 제2회기에서는 삼중관을 사용하지 않았다. 그러나 1975년에 그가 선포한 교황령을 보면 삼중관의 사용은 폐기되지 않았음을 분명히 밝혔으며, 자신의 후계자가 대관식 때 삼중관을 쓸 것을 권장하였다. 그러나 그의 뒤를 이은 요한 바오로 1세는 이러한 바오로 6세의 지시를 따르기를 거부하였으며, 그의 두 후임자 역시 즉위할 때에 요한 바오로 1세가 선택한 간소화된 의식을 따랐다. 요한 바오로 2세가 선포한 1996년 교황령에는 새 교황으로 등극할 때 치르는 의식에 대해서 상세히 상술하지 않았기 때문에, 차기 교황은 예전의 장엄했던 대관 미사나 오늘날의 간소화된 즉위 미사 중에서 취사선택이 가능하다.

### 동방교회

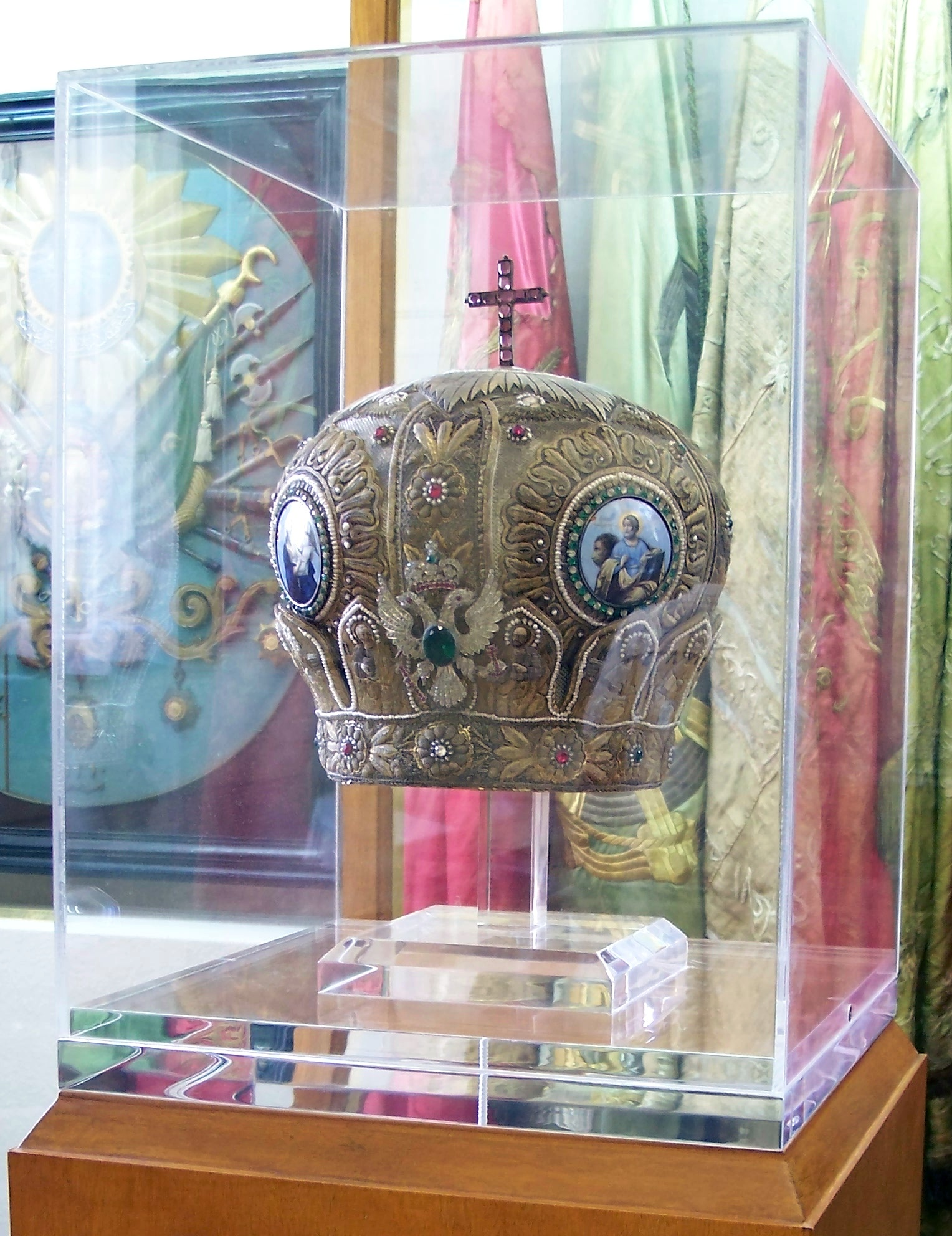
동방교회의 주교관

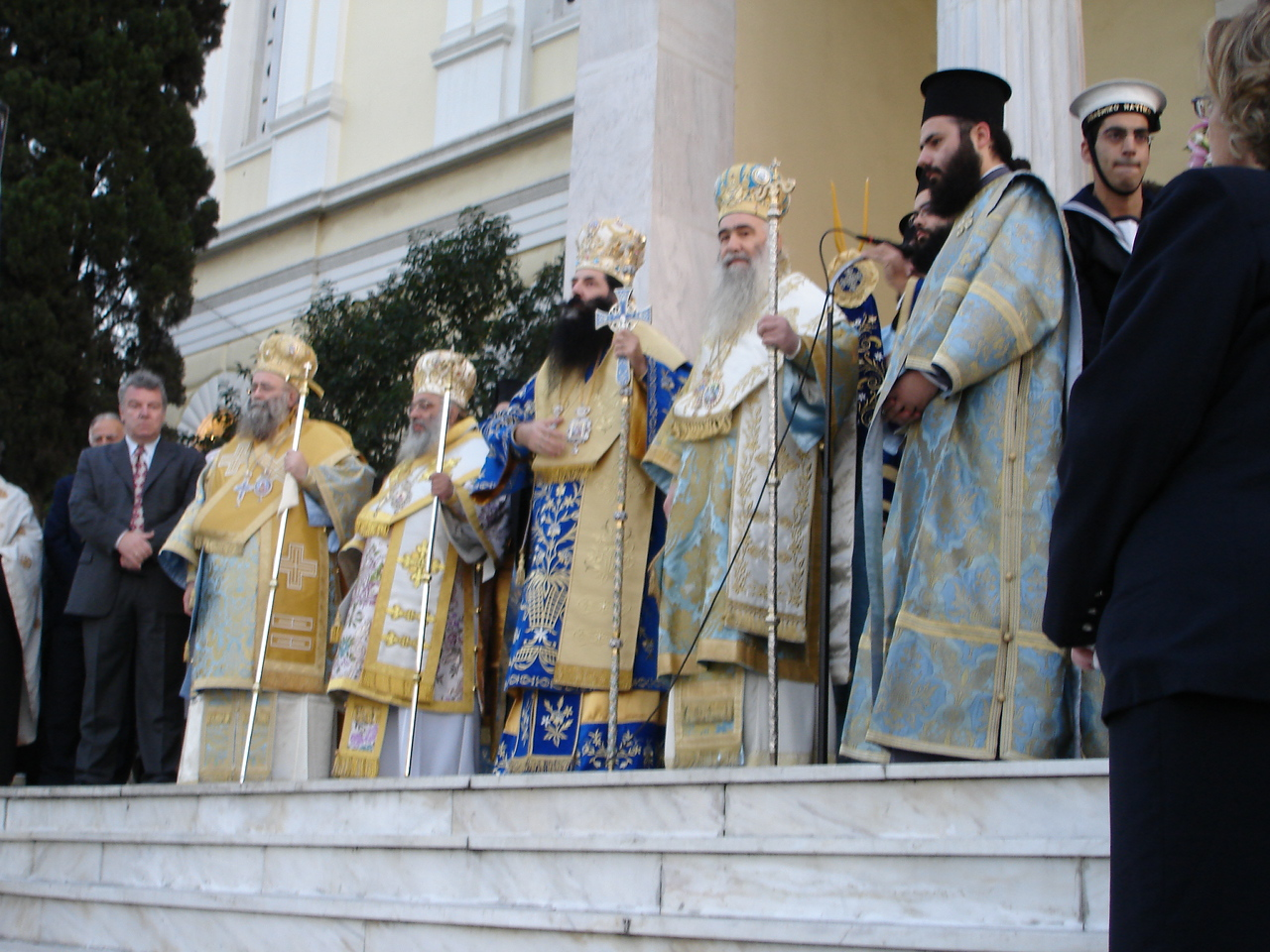
주교관을 쓴 동방 정교회의 주교들

동방 정교회와 동방 가톨릭교회의 주교관은 과거 동로마 제국 후기에 사용되었던 관에 그 기원을 두고 있다. 이 관 역시 그 기원은 카멜라우쿰에 두고 있으며, 세월이 흐르면서 한층 발전을 거듭하다가 세속인의 머리장식으로 발전하였다. 1453년 콘스탄티노폴리스 함락 이전까지 주교들은 이 관을 착용하지 못하였다.
동방교회의 주교관은 둥근 감자 내지는 양파와 비슷한 형태를 하고 있으며, 브로케이드나 다마스크 또는 황금색 천을 소재로 제작한다. 또한 자수를 수놓으며 몇몇 보석으로 화려하게 장식한 것도 있다. 보통 예수 그리스도, 테오토코스, 세례자 성 요한, 십자가 등을 묘사한 총 네 개의 이콘이 주교관에 부착하는데, 주교는 자신의 주교관을 쓰기 전에 입맞춤을 한다. 동방교회의 주교관은 기본적으로 황금색상이지만, 전례 시기에 따라 다른 색상의 주교관을 쓰기도 한다.
모든 동방 교회의 주교관 맨 윗부분에는 그리스 전통 방식에 따라 금속재질의 십자가 장식이 달려 있는데, 수평으로 똑바로 세워져 있다. 이따금씩 사제가 주교관을 쓰는 경우도 있는데, 이 경우에는 꼭대기에 십자가 장식이 달려 있는 대신 십자가 무늬가 자수로 수놓아져 있다. 또한 십자가 무늬를 수놓는 대신 이콘을 수놓기도 한다. 성찬예배 등 주교가 전례를 집전하는 동안 장엄예식 중에는 주교관을 벗는데, 이때 대보제가 주교관을 벗겨서 제자리에 갖다놓는다.
주교관을 쓰는 것은 주교만이 지니는 특권이지만, 간혹 대사제나 대수도사제에게 주교관을 수여하는 경우도 있다. 사제용 관은 주교관과는 달리 꼭대기에 십자가 장식이 달려 있지 않다.